# Јасмин Латовљевић
Јасмин Латовљевић (рум. Iasmin Latovlevici; Нова Молдава, 11. мај 1986) је румунски фудбалер српског порекла. Игра на позицији левог бека.

## Успеси
Политехника Темишвар
- Куп Румуније: (финале: 2008/09)[5]

 Стеауа
- Прва ига Румуније (3) : 2012/13,[6] 2013/14,[7] 2014/15.[8]
- Куп Румуније   (2)  : 2010/11,[9] 2014/15,[10] (финале: 2013/14)[11]
- Лига куп Румуније   (1)  : 2014/15.[12]
- Суперкуп Румуније   (1)  : 2013,[13] (финале: 2011,[14] 2014)[15]

 Галатасарај
- Суперлига Турске  (1)  : 2017/18.[16]

 ЧФР Клуж
- Прва лига Румуније   (1) : 2020/21.[17]
- Суперкуп Румуније   (1) : 2020,[18] (финале: 2021)[19]